# Sen Booza (Hugo)

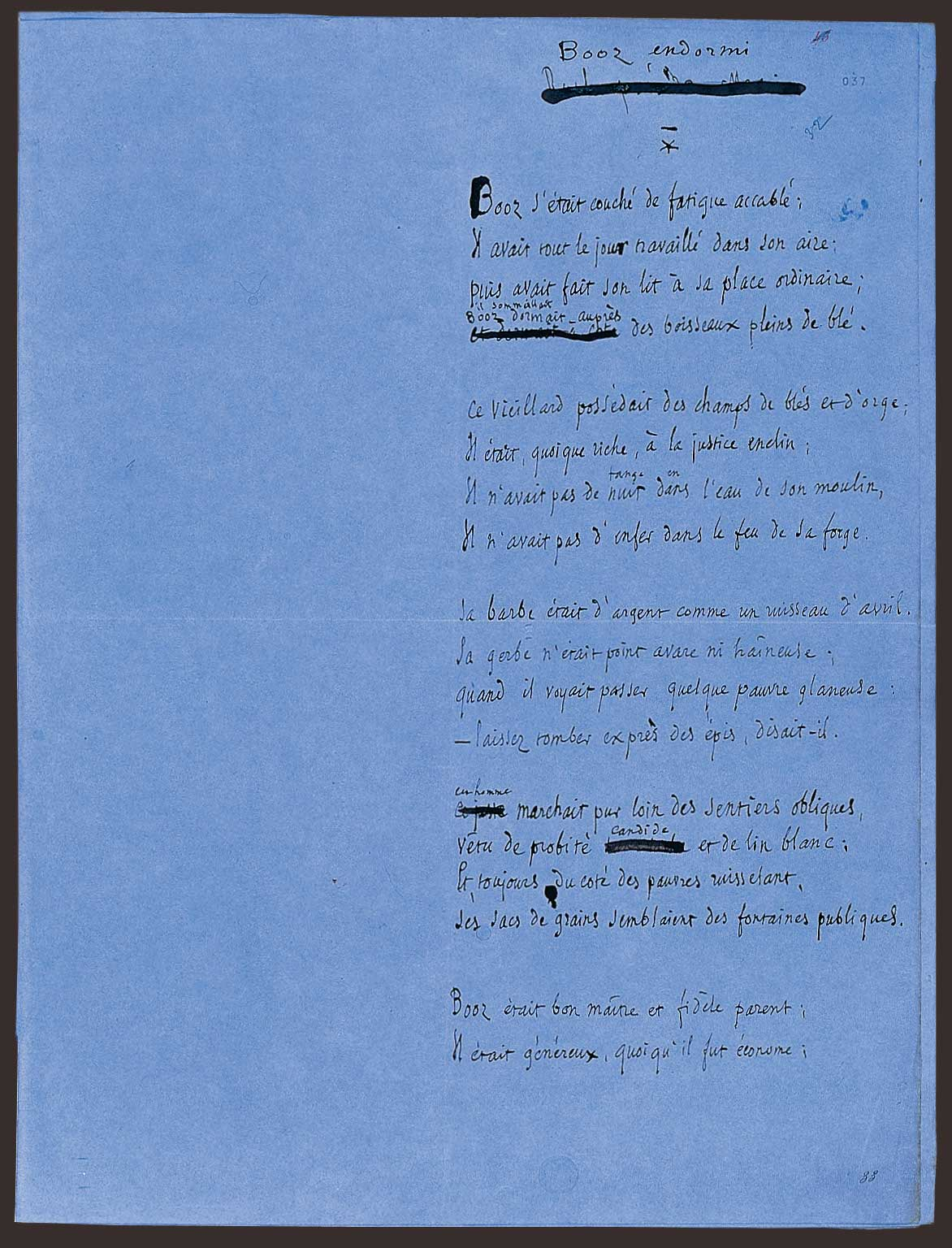
Rękopis "Snu Booza"

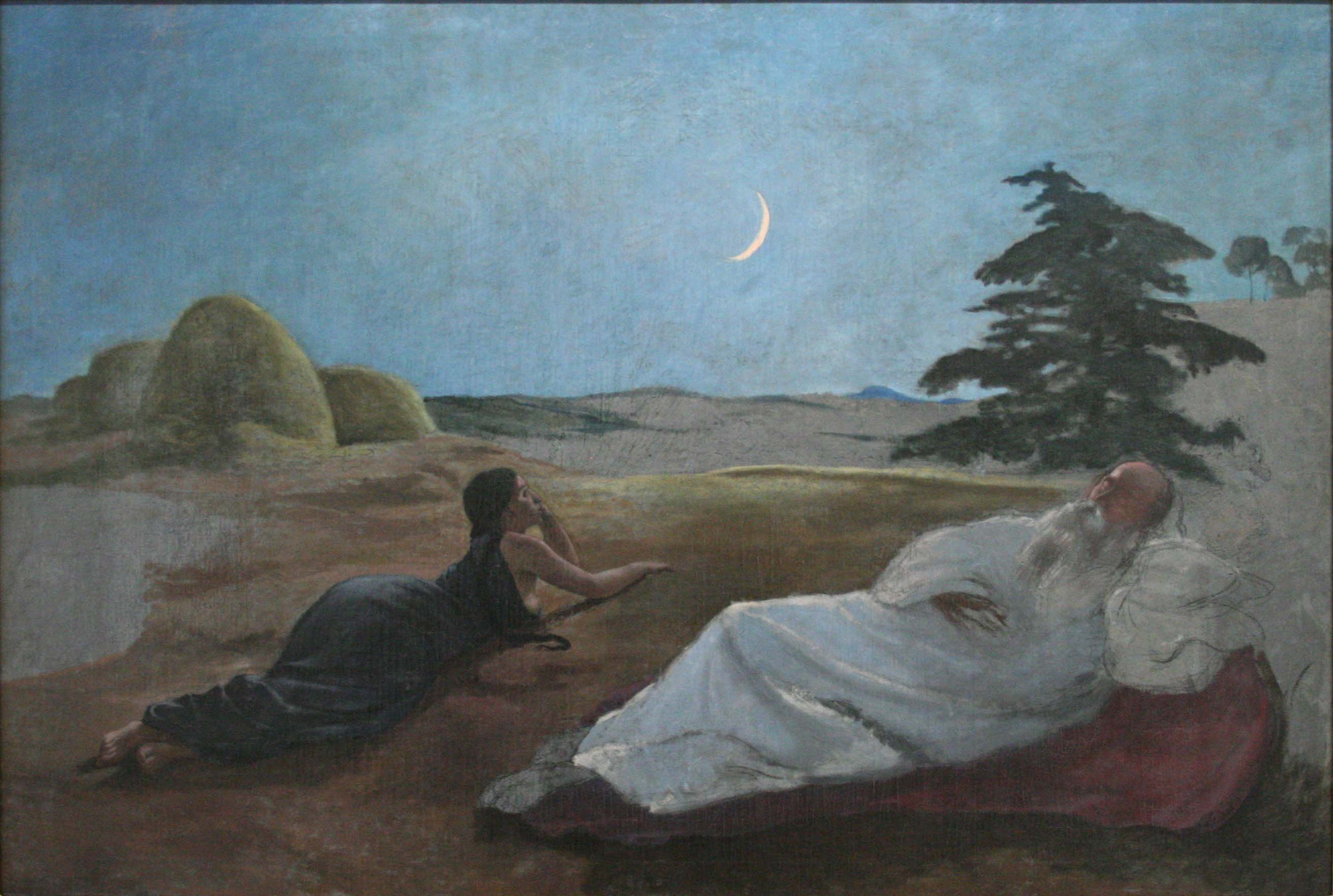
Frédéric Bazille, Rut i Booz

Sen Booza (Booz endormi) – poemat Wiktora Hugo z tomu Legenda wieków (La Légende des siècles). Jest oparty na historii biblijnej z Księgi Rut. Utwór jest napisany aleksandrynem, czyli dwunastozgłoskowcem. Strofy są czterowersowe, rymowane abba.

Booz s’était couché de fatigue accablé;
Il avait tout le jour travaillé dans son aire;
Puis avait fait son lit à sa place ordinaire;
Booz dormait auprès des boisseaux pleins de blé.

Na język polski omawiany utwór tłumaczyli Adam Pług i Zbigniew Bieńkowski.

Legł Booz na spoczynek, znój otarłszy z czoła;
Dzień cały pracowicie spędził na swym łanie,
Później na zwykłem miejscu uczynił posłanie,
I spał, brogami zboża otoczon dokoła.